# Saïd Mortazavi
Saïd Mortazavi (né en 1967 à Meybod en Iran) est le procureur de Téhéran. Il a été mis en cause dans l'assassinat de Zahra Kazemi, journaliste et reporter-photo canadienne, torturée et assassinée le 10 juillet 2003.  
Le 23 juin 2006, le Premier ministre canadien Stephen Harper a appelé la communauté internationale à utiliser « tous les moyens juridiques disponibles pour arrêter » et juger Saïd Mortazavi, responsable de la mort d'une irano-canadienne.